# День интерсекс-людей
День интерсекс-людей (англ. Intersex Awareness Day) отмечается ежегодно 26 октября, начиная с 2003 года, для привлечения внимания к проблемам нарушения прав интерсекс-людей. Для проведения этого дня была выбрана дата первой публичной демонстрации интерсекс-людей, прошедшей в Бостоне 26 октября 1996 года.

## Проведение
В этот день проводятся массовые мероприятия, направленные на прекращение стигматизации, утаивания информации об интерсексуальности и проведения вредоносных косметических операций на гениталиях интерсекс-детей. В даты между 26 октября по 8 ноября интерсекс-организации и активисты обращают внимание на проблемы, с которыми сталкиваются интерсекс-люди. Завершающей датой (8 ноября, день рождения Эркюлин Барбин) стал День памяти интерсекс-людей.

## История
26 октября 1996 года в Бостоне прошла демонстрация интерсекс-активистов, рядом с местом проведения ежегодной конференции Американской академии педиатрии. В демонстрации приняли участие Морган Холмс и Макс Бек — активисты одной из старейших организаций по защите прав интерсекс-людей «Intersex Society of North America». Холмс написала, что изначально планировалась не демонстрация, а участие в конференции. Она рассказала, что они с Максом намеревались выступить с обращением и «бросить вызов преобладающему мнению о том, что косметические операции с целью „исправления“ интерсекс-гениталий являются наилучшим решением», но были «встречены враждебно и выставлены охраной». Только после этого группа активистов организовала демонстрацию, в ходе которой они несли плакат с надписью «Гермафродиты с Позицией» (англ. «Hermaphrodites With Attitude»).

## Значимые события

### 2013
- 25 октября 2013 года, за день до Дня интерсекс-людей, австралийский сенат опубликовал отчет под названием «Принудительная стерилизация интерсекс-людей в Австралии»[12].

### 2014
- 11 ноября 2014 года в Законодательном совете Нового Южного Уэльса в Австралии было принято решение о значимости Дня интерсекс-людей, в котором содержится призыв к правительству штата «работать с правительством Австралии для выполнения рекомендаций доклада комитета Сената 2013 года»[13][14].
- Сенат Берлина выступил с заявлением, в котором содержится призыв к самоопределению интерсекс-людей[15].
- Национальная комиссия по правам человека Мексики провела мероприятие посвященное освещению интерсекс-вопросов[16].

### 2015
- Был учрежден «Фонд Прав Интерсекс-людей» организацией «Astraea Lesbian Foundation for Justice»[17].
- Дженни Леонг, австралийский депутат из Ньютауна, представила в государственном парламенте предложение о признании Дня интерсекс-людей[18].
- Дана Ззиим при поддержке «Intersex Campaign for Equality» подали иск в суд США с целью юридического признания их[К 1] в документах удостоверяющих личность как небинарного интерсекс-человека[19].
- Buzzfeed сообщило, что видео с личной историей, размещенные интерсекс-активистом Пиджном Пагонисом в социальных сетях (в рамках компании по прекращению ненужных косметических операций), посмотрело более 4,2 миллионов человек[20].

### 2016
- Управление Верховного комиссара ООН по правам человека запустило информационный сайт[21].
- Эксперты ООН, включая Комитет против пыток, Комитет по правам ребёнка и Комитет по правам инвалидов, а также Комиссар Совета Европы по правам человека, Межамериканская комиссия по правам человека и специальные докладчики ООН призвали к немедленному прекращению нарушений прав человека, в том числе в медицинских учреждениях, в отношении интерсекс-людей[22][23][24].
- С заявлениями выступили многие организации, включая государственные[25]. В том числе были сделаны заявления Государственным департаментом США и Австралийской комиссией по правам человека[26][27][28].
- Правительство Южной Африки признало необходимость принятия мер по предотвращению нарушений прав человека в отношении интерсекс-людей[28][29].
- Прошли первые события по интерсекс-тематике в Кении.

### 2017
- В Австралии в национальном парламенте страны было проведено мероприятие, приуроченное ко дню интерсекс-людей[30][31].
- Американская академия педиатрии выступила заявление по случаю дня интерсекс-людей, 21 год спустя после проведения первой демонстрации интерсекс-людей[32]. Государственный департамент США выступил с заявлением, в котором признал принудительные медицинские процедуры над интерсекс-людьми — насилием[33][34].

### 2018
- В 2018 году OII Europe, ILGA-Europe и Европейская ассоциация родителей опубликовали многоязычную брошюру по воспитанию интерсекс-детей[35].
- Австралийские правозащитные интерсекс-организации провели парламентские встречи и вручили Национальному альянсу ЛГБТИ-здоровья Австралии премию «Дарлинг»[36][37].

### 2021
- В Белом доме проходил первый в истории круглый стол с интерсекс-правозащитниками[38]. Одновременно с этим Государственный департамент США выразил приверженность расширению прав и возможностей интерсекс-людей, поддержку интерсекс-активистов и правозащитных организаций[39].

## Комментарии
1. ↑  В английском языке набирает популярность практика использования Singular they, при которой в отношении человек по его желанию может использовать местоимение «they» вместо «he» или «she».